# Associação Desportiva Aracaju
A Associação Desportiva Aracaju, Desportiva Aracaju ou popularmente conhecido como Aracaju é um clube de futebol brasileiro da cidade de Aracaju. Foi fundado no dia 5 de dezembro de 2023 e suas cores são o amarelo, azul e o verde. Manda seus jogos no Estádio Adolfo Rollemberg. Sua sede se localiza na Rua Santa Luzia 67, Sala 05, Andar 1 no Bairro Centro em Aracaju SE. 

## História

### Primeiro jogo da história do clube
A Desportiva Aracaju estreou no futebol profissional no dia 22 de agosto de 2024, em amistoso preparatório para a Série A2 do mesmo ano. O jogo foi realizado em Aracaju, no Estádio João Hora de Oliveira contra Boquinhense da cidade de Boquim, a partida terminou em dois a zero para a Arara Atômica, com gols de Neto camisa 9 e do capitão Pedro Paraguai camisa 5. O primeiro técnico a comandar o clube foi Fernando Dourado com passagens pelas principais equipes do estado de Sergipe e da Região Nordeste.

### Estreia e primeira participação na Série A2
A sua primeira participação contou com uma das melhores estreias de um participante nas divisões de acesso do futebol sergipano, o clube ficou no grupo B com as equipes do Barra-SE, o tradicional Cotinguiba, Santa Cruz de Riachuelo e um dos favoritos o Socorrense, o clube concluiu a Primeira Fase de forma invicta com sete vitórias e um empate, o segundo melhor ataque com 16 gols marcados e a melhor defesa junto com o Barra com 4 gols sofridos. Nos duelos contra o Cotinguiba, outro clube da mesma cidade, a Arara venceu as duas partidas por 3 – 1 e 1 – 0. Sua estreia na Segunda Fase, ocorreu no Estádio Etelvino Mendonça, na cidade de Itabaiana contra o Barra, a partida terminou com o placar de 3 a 2 para a equipe da Barra dos Coqueiros, colocando um fim na série invicta de 8 jogos sem perder da Arara Atômica. Na Segunda Fase a Arara terminou em terceiro colocado no grupo, atrás de Guarany-SE e América de Pedrinhas e a frente de Freipaulistano e Flamengo. Na classificação Geral o clube terminou em 5º lugar. 

## Presidentes
| Nome           | Período    |
| -------------- | ---------- |
| Danillo Farias | 2023-Atual |

## Participações
|  | Participações em 2025 |

| Competição | Competição | Temporadas | Melhor campanha    | Estreia | Última | P | R |
| Sergipe    | Série A2   | 2          | 5º colocado (2024) | 2024    | 2025   | – | – |

## Elenco da Desportiva Aracaju em 2024
Última atualização: 4 de setembro de 2024
Legenda
- : Atual Capitão
- : Jogador suspenso.
- : Jogador contundido.
- + : Jogador não regularizado junto à CBF

## Escudo
| Evolução do escudo da Associação Desportiva Aracaju | Evolução do escudo da Associação Desportiva Aracaju | Evolução do escudo da Associação Desportiva Aracaju | Evolução do escudo da Associação Desportiva Aracaju | Evolução do escudo da Associação Desportiva Aracaju | Evolução do escudo da Associação Desportiva Aracaju | Evolução do escudo da Associação Desportiva Aracaju | Evolução do escudo da Associação Desportiva Aracaju |
| 2024 - Presente                                     |                                                     |                                                     |                                                     |                                                     |                                                     |                                                     |                                                     |
| --------------------------------------------------- | --------------------------------------------------- | --------------------------------------------------- | --------------------------------------------------- | --------------------------------------------------- | --------------------------------------------------- | --------------------------------------------------- | --------------------------------------------------- |